# Ion Rachmuth
Ion (Israel) Rachmuth (n. 9 ianuarie 1911, Bosanci, Suceava (atunci Bossancze, Austro-Ungaria) - d. 30 septembrie 1990, București) a fost un economist român de origine evreiască, profesor universitar. În 1955 a fost ales ca membru corespondent al Academiei Române.
A tradus în limba română Capitalul lui Karl Marx (vol. I, 1947 și II, 1951) și a publicat studii îndeosebi cu privire la producția de mărfuri, legea valorii și fixarea prețurilor în socialism.
Ion Rachmuth și Barbu Zaharescu, economiști din eșalonul „cenușiu” al PCR au fost nominalizați de Leonte Răutu în anul 1954 pentru a prezenta dizertații în scopul obținerii titlului de doctor în științe, fără îndeplinirea tuturor condițiilor prevăzute de lege. Un an mai târziu, Ion Rachmuth și Barbu Zaharescu au fost aleși membri corespondenți ai Academiei Republicii Populare Române.

## Distincții
- Medalia Muncii (20 august 1951) „cu ocazia zilei de 23 August 1951”[4]
- Medalia „A cincea aniversare a Republicii Populare Române” (24 decembrie 1952) „pentru lupta și munca duse în vederea făuririi, consolidării și prosperării Republicii Populare Române”[5]
- Ordinul Muncii clasa a II-a (21 august 1954) „pentru merite deosebite pe tărîmul construcției de stat, economice, sociale și culturale, cu ocazia celei de a zecea aniversări a eliberării patriei noastre”[6]
- Ordinul „23 August” clasa a IV-a (12 august 1959) „pentru activitate rodnică în dezvoltarea științei și culturii din Republica Populară Romînă”[7]
- Ordinul Muncii clasa a II-a (5 septembrie 1963) „pentru merite deosebite în muncă și rodnică activitate, cu prilejul împlinirii a 15 ani de la înființarea Academiei Republicii Populare Romîne”[8]
- Ordinul „Steaua Republicii Populare Romîne” clasa a IV-a (10 august 1964) „pentru merite deosebite în opera de construire a socialismului, cu prilejul celei de a XX-a aniversări a eliberării patriei”[9]
- Ordinul „Tudor Vladimirescu” clasa a II-a (4 mai 1971) „cu prilejul aniversării a 50 de ani de la constituirea Partidului Comunist Român, [...] pentru activitate îndelungată în mișcarea muncitorească și merite deosebite în opera de construire a socialismului”[10]

## Opera principală
- Despre caracteristicile economiei capitaliste, 1948
- „Fetișismul” în economia producătoare de mărfuri, 1948
- Teoria valorii, 1949
- Legea valorii și temeiurile aplicării ei în economia socialistă, 1949
- Crizele capitalismului în stadiul imperialist, 1950
- Deosebirea esențială dintre rolul economic al statului socialist și rolul economic al statului capitalist, 1960
- Aspecte ale crizei economiei politice burgheze contemporane, 1965
- Cheltuielile sociale de muncă și prețurile, 1969
- Teorie și practică în domeniul prețurilor (Ed. Științifică, București, 1970)